# Делта II
Делта II је америчка ракета носач коју је дизајнирала компанија Макдонел Даглас. Делта II је део Делта фамилије ракета и ушла је у употребу 1989. године. Варијанте ракете су: Делта 6000, Делта 7000 и њене две варијанте (“Лајт” и “Хеви”). Након спајања Макдонел Дагласа са компанијом Боинг 1997. године ракете је производио одсек Боинга за интегрисане одбрамбене системе. Производња ракета је на крају прешла у надлежност УЛА (United Launch Alliance) 1. децембра 2006. г.

## Значајна лансирања
- Марсов глобални геометар
- Феникс
- Зора
- Кеплер (телескоп)